# Марко Милошевић (фудбалер)
Марко Милошевић (Београд, 7. фебруара 1991) српски је фудбалски голман који тренутно наступа за Партизан.

## Каријера
Милошевић је одрастао у Земуну где је прошао све млађе узрасте истоменог клуба. За први тим је дебитовао у сезони 2009/10. у Првој лиги Србије да би следећу такмичарску годину провео на позајмици у Графичару. Потом је чувао гол Радничког из Нове Пазове и Смедерева. Током лета 2014. потписао је за београдски Синђелић за који је бранио на уводна два сусрета у сезони 2024/15. У јануару наредне године представљен је као нови голман Вождовца за који је и дебитовао у највишем рангу фудбалског такмичења у Србији. Међутим, у том периоду је углавном имао статус резервног чувара мреже те је у Суперлиги Србије за клуб бранио на укупно 20 утакмица. После поновног пласмана Земуна у то такмичење, Милошевић се средином 2017. вратио у матични клуб. По истеку уговора и испадању клуба у нижи ранг, Милошевић је као слободан играч потписао за крушевачки Напредак. Бранио је на свих 20 утакмица у домаћем првенству, а током зимског прелазног рока остварио је трансфер у Каспи. С клубом је изборио опстанак у Премијер лиги Казахстана и изабран у тим сезоне на крају 2020. године. Касније је бранио и за Астану с којом је освојио шампионску титулу. Након Дебрецина и бањалучког Борца с којим је освојио шампионски наслов Босне и Херцеговине, Милошевић је потписао једногодишњи уговор с крагујевачким Радничким. Почетком лета 2025. је као слободан играч прешао у Партизан. Пред голом црно-белих заменио је Александра Јовановића који је претходно прешао у Коџаелиспор. На тај начин, Милошевић је обновио сарадњу с тренером Срђаном Благојевићем под чијим вођством је наступао у Казахстану и Мађарској.

## Трофеји и награде

### Екипно
Астана
- Премијер лига Казахстана : 2022.[14]

Борац Бања Лука
- Премијер лига Босне и Херцеговине : 2023/24.[15]

### Појединачно
- Тим сезоне Премијер лиге Казахстана : 2020.[19]